# Frugtbarhedssymbol
Frugtbarhedssymboler er tegn eller objekter brugt i riter eller religion til at symbolisere eller fremhjælpe fertilitet. Ofte associeret med prækristne hedenske frugtbarhedskulter og religioner og ofte i forbindelse med guder som den nordiske Frej eller forskellige frugtbarhedsgudinder som f.eks. Freja eller venus-figurer fra stenalderen – bedst kendt i form af Venus fra Willendorf.